# Caligus zei
Caligus zei är en kräftdjursart som beskrevs av Norman och T. Scott 1906. Caligus zei ingår i släktet Caligus och familjen Caligidae. Inga underarter finns listade i Catalogue of Life.